# Panchthar District
Panchthar District er et af Nepals 75 administrative og politiske regioner, betegnet distrikter (lokalt betegnet district, zilla, jilla el. जिल्ला). Panchthar er et distrikt i bakkeområdet Middle Hills, som ligger i Mechi Zone i Eastern Development Region.
Panchthar areal er 1.241 km² og der boede ved folketællingen 2001 i alt 202.056 og i 2007 225.697 i distriktet. Distriktets politiske organ District Development Committee er sammensat gennem indirekte valg, med repræsentation fra hver af de 9-17 administrative enheder ilakaer, hvert distrikt er opdelt i. 
Panchthar District er endvidere opdelt i 41 udviklingskommuner (lokalt navn: Gaun Bikas Samiti (G.B.S.) el. Village Development Committee (VDC)), hvoraf byer med over 10.000 indbyggere kategoriseres som købstæder (municipalities). 
Panchthar District er udviklingsmæssigt – gennem anvendelse af FN og UNDP's Human Development Index – kategoriseret som nr. 24 ud af Nepals 75 distrikter.

## Eksterne links
- Kort over Panchthar District
- Panchthar District sundhedsprofil – fra FN-Nepal (på engelsk) Arkiveret 30. september 2007 hos  Wayback Machine

27°08′45″N 87°45′49″Ø / 27.1459°N 87.7637°Ø